# Alejandro V (antipapa)
Alejandro V, nacido Pietro Filargo (Creta, 1340-Bolonia, 3 de mayo de 1410), fue un antipapa de la Iglesia católica entre 1409 y 1410, durante el período del Cisma de Occidente.

## Origen y formación
Pietro Philarghi nació, según el dato más común, en Neápolis, Creta, cuando la isla pertenecía a la República de Venecia. Aunque algunos autores italianos retienen que nació en Candia Lomellina, al norte de Italia. Se desconocen los nombres de sus padres y lo ocurrido en los años antes de ingresar en la vida conventual. Es posible que haya sido huérfano, mendigo y hubiera estado al cuidado de un fraile.
Tras ingresar en la orden Franciscana, realizó estudios en las universidades de Oxford y París; en esta última se encontraba cuando, en 1378, se produjo el Cisma de Occidente. Fue profesor en las universidades de París y de Pavía, y consejero de Gian Galeazzo Visconti, para quien obtuvo del rey Wenceslao de Luxemburgo el título de duque.

## Carrera eclesiástica
Al iniciarse el cisma, Pietro se mantuvo favorable al papa Urbano VI, se estableció en Lombardía, donde en 1386, apoyado por Gian Galeazzo Visconti, se convirtió en obispo de Piacenza, pasando después a dirigir las diócesis de Vicenza (1387) y Novara (1389), para ser nombrado finalmente arzobispo de Milán en 1402 y cardenal en 1405.
Convencido de que había de acabar con el cisma, huyendo de Lucca –donde Gregorio XII había recluido al colegio cardenalicio– fue uno de los cardenales que convocaron el Concilio de Pisa, lo que hará que Gregorio lo prive de su arzobispado y de su dignidad de cardenal.

## El concilio de Pisa
Un grupo de cardenales disidentes, formado por ocho cardenales de obediencia romana, entre ellos Pietro de Candia, y cuatro de obediencia aviñonesa, convocaron un Concilio en Pisa, que contaba con el apoyo del rey de Francia, de algunas ciudades del norte de la península itálica y de la Universidad de París, según la idea de que los cardenales, como sucesores de los apóstoles, podían convocar un concilio, aunque eso no había sucedido nunca en la historia del cristianismo.
El concilio comenzó el 25 de marzo de 1409, al que se sumarían luego nueve cardenales más, alcanzando un total de veinticuatro. En la primera sesión fueron llamados a comparecer ante el concilio los papas: Gregorio XII de Roma y Benedicto XIII de Aviñón, pero estos no se presentaron. Fueron depuestos el 5 de junio como herejes y cismáticos, basándose en las teorías de Pietro d'Ailly y de Jean Gerson, según las cuales el poder concedido por Cristo a Pedro lo comparte con toda la Iglesia.

## Pontificado

### Elección
Inmediatamente depuestos los papas por el concilio, el 26 de junio de 1409, los cardenales se reunieron en cónclave y eligieron como nuevo pontífice a Pietro de Candia, quien tomó el nombre de Alejandro V, obteniendo la obediencia de gran parte de la cristiandad, a pesar de que la legitimidad de la convocatoria del concilio era dudosa, ya que no todos los cardenales y teólogos estaban convencidos de que la autoridad de un concilio pudiese deponer a un pontífice en cualquier situación. Alejandro V se convirtió en el tercer papa que pretendía gobernar los destinos de la Iglesia. El concilio, en vez de ser solución al problema, agravó el Cisma de Occidente.

### Fallecimiento

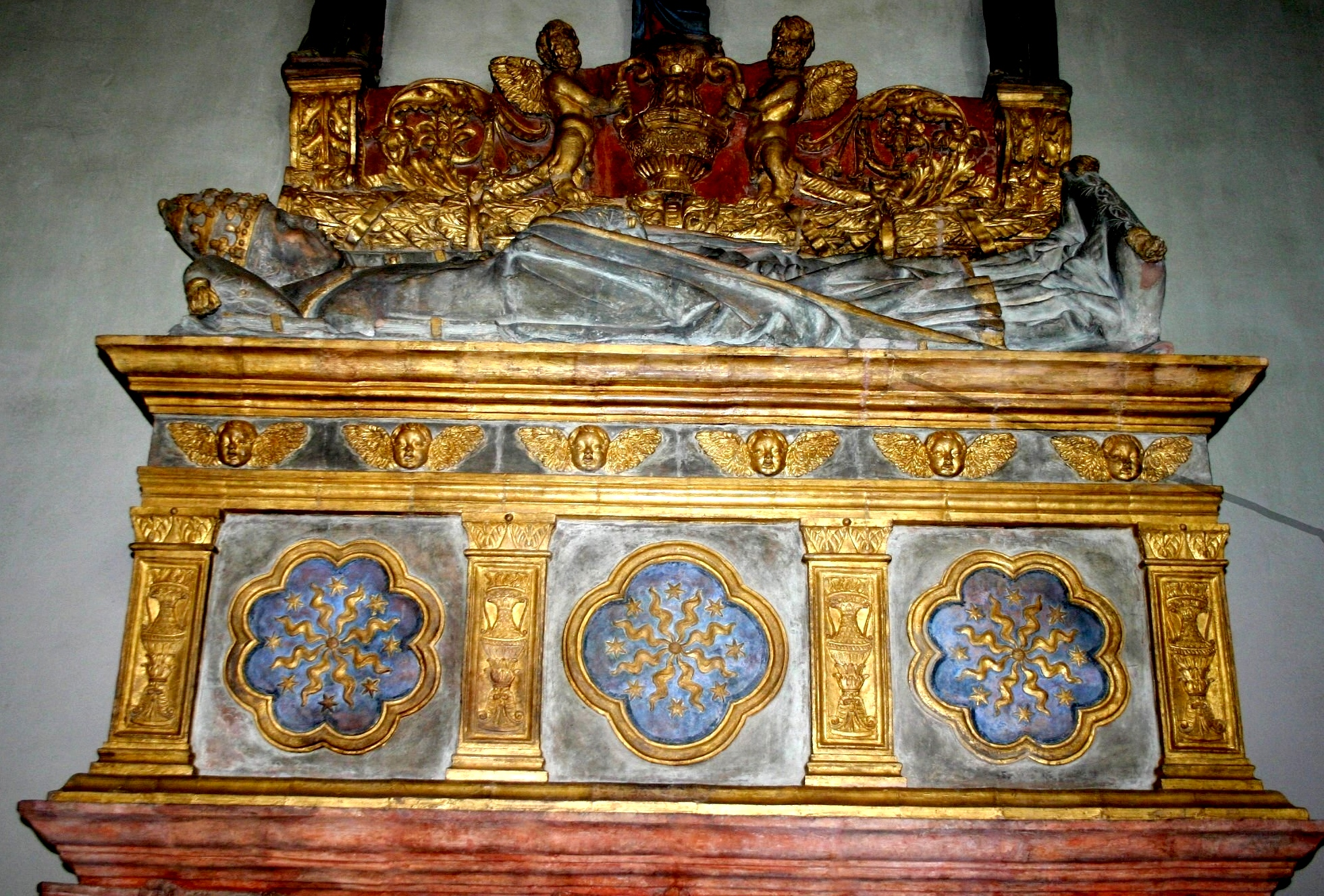
Tumba de Alejandro V en la basílica de San Francisco en Bolonia. Fue construida en dos intervenciones, en 1424 y 1483, en terracota policroma. El sol radiante sobre fondo azzurro es el escudo de Alejandro V

El pontificado de Alejandro V duró solo diez meses, en los que pasó luchando por ser reconocido como el único y verdadero papa.
Su pontificado estuvo marcado por los infructuosos esfuerzos de conquistar Roma, entonces bajo el mando de rey Ladislao I de Nápoles a quien privó de su reino, a favor de Luis II de Anjou. 
Fijó su residencia en Bolonia, donde falleció, posiblemente envenenado, el 3 de mayo de 1410. Algunos acusan al antipapa Juan XXIII de su muerte, con la intención de sucederlo en la sede pontificia pisana. Fue sepultado en la basílica de San Francisco, en Bolonia, y su tumba fue magníficamente restaurada en 1889 durante el pontificado de León XIII.

## Juicio de la Iglesia católica
Si Alejandro V fue un verdadero papa, es un tema que fue muy discutido por canónicos y teólogos. La Iglesia no lo considera en la actualidad como papa legítimo, aunque dicha postura no ha sido históricamente uniforme, como lo demuestra el hecho de que el siguiente papa que adoptó el nombre de Alejandro, Rodrigo Borgia, utilizó el numeral VI y no V como correspondería.